# Merritt Wever
Siobhán Merritt Wever (New York, 11 augustus 1980) is een Amerikaanse actrice.

## Biografie
Wever heeft haar high school doorlopen aan de Fiorello H. LaGuardia High School in Manhattan (New York), hierna ging zij studeren aan de Sarah Lawrence College in Yonkers.

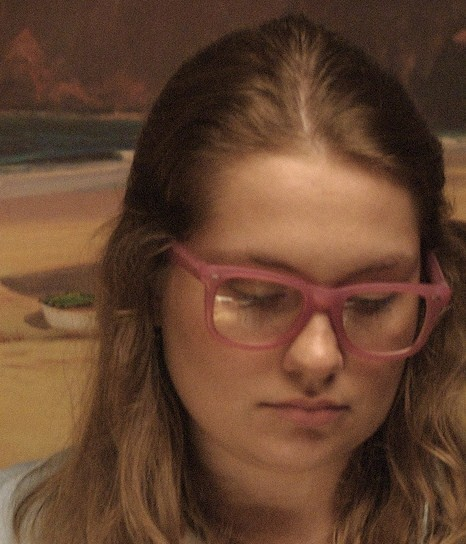
Merritt Wever in 2010

## Filmografie

### Films
- 2023: Memory - als Olivia
- 2022: Midday Black Midnight Blue - als Beth
- 2019: Marriage Story - als Cassie
- 2018: Welcome to Marwen - als Roberta
- 2018: Charlie Says - als Karlene Faith
- 2018: Irreplaceable You - als Mindy
- 2016: The Last Face - als Marie
- 2015: Meadowland - als Kelly
- 2014: Birdman or (The Unexpected Virtue of Ignorance) - als Annie
- 2013: Remember Sunday - als Lucy
- 2010: Tiny Furniture – als Frankie
- 2010: Greenberg – als Gina
- 2009: The Messenger – als Lara
- 2009: The Missing Person – als Mabel Page
- 2009: Mr. Softie – als Gail
- 2008: Righteous Kill – als slachtoffer verkrachting
- 2007: Neal Cassady – als bergmeisje
- 2007: Into the Wild – als Lori
- 2007: Michael Clayton – als Anna
- 2005: Twelve and Holding – als Debbie Poole
- 2005: 1/4life – als Bailey
- 2004: Something the Lord Made – als mrs. Saxon
- 2004: A Hole in One – als Betty
- 2003: Bringing Rain – als Monica Greenfield
- 2002: Signs – als Tracey Abernathy
- 2001: Series 7: The Contenders – als Lindsay
- 1998: Arresting Gena – als Tammy
- 1998: The Adventures of Sebastian Cole – als Susan
- 1998: Strike! – als Maureen Haines
- 1995: Blue River – als Lottie

### Televisieseries
Uitgezonderd eenmalige gastrollen.
- 2022: Severance - als ?? - 10 afl.
- 2020: Run - als Ruby Richardson - 7 afl.
- 2019: Unbelievable - als rechercheur Duvall - 7 afl.
- 2017: Godless - als Mary Agnes McNue - 7 afl.
- 2015 - 2016: The Walking Dead - als dr. Denise Cloyd - 9 afl.
- 2009 – 2015: Nurse Jackie - als Zoey Barkow – 80 afl.
- 2013: New Girl - als Elizabeth - 7 afl.
- 2006 – 2007: Studio 60 on the Sunset Strip – als Suzanne – 12 afl.

- Bibsys: 10036276
- Biblioteca Nacional de España: XX5090253
- Gemeinsame Normdatei: 101897749X
- International Standard Name Identifier: 0000 0001 2066 0899
- Library of Congress Control Number: no2008142458
- Nationale Bibliotheek van Tsjechië: xx0250264
- Nationale Bibliotheek van Israël: 987009347834205171
- Système universitaire de documentation: 193737795
- Virtual International Authority File: 300435889
- WorldCat: E39PBJxCvRmcPhVgCkmrdJXPQq